# Margarinekrigen (1885-1888)
 For alternative betydninger, se Margarinekrigen. (Se også artikler, som begynder med Margarinekrigen)
Margarinekrigen, også kaldet smørkrigen, var en politisk strid i 1880'erne om margarine skulle forbydes i Danmark. Baggrunden var at Otto Mønsted i 1883 havde startet den første margarinefabrik i Danmark, og landbruget frygtede at det ville gå ud over eksporten af smør til England, som på det tidspunkt var Danmarks største eksportindtægt, idet de mente at englænderne ville frygte at der blev blandet margarine i smørret. Man ville også undgå at konkurrencen fra margarine skulle få prisen på smør til at falde.
Allerede i 1885 var det oprindelige navn for margarine, kunstsmør, blevet forbudt, og i 1887 blev det foreslået at
forbyde fabrikation og import og eksport af margarine. Det var især en
politisk kamp mellem land og by, men den splittede også partierne. Fortalerne for forslaget brugte sloganet "Rent land". Der blev stiftet en
forening som arbejdede mod margarine, og flere personer rejste rundt i Danmark for at agitere for sagen, specielt var redaktør Vilhelm Lassen og gårdejer Chr. Leth Espensen aktive agitatorer.
I Folketinget blev forslaget støttet af de fleste medlemmer af gruppen Folketingets Venstre som blev ledet af Viggo Hørup, venstremanden grev Ludvig Holstein-Ledreborg og flere godsejere fra Højre. Imod
var mange medlemmer af Det danske Venstre med Frede Bojsen og Christen Berg i spidsen og Socialdemokraterne som argumenterede for at margarine var et godt og billigt næringsmiddel for den mindre velstillede del af befolkningen.
Frede Bojsen og indenrigsminister H.P. Ingerslev lavede et forlig i 1888 som flertallet af Venstrefolkene i Folketinget kunne acceptere. Resultatet var margarineloven som tillod margarine, men indførte en række strenge krav som margarine skulle overholde. Margarine skulle fremover sælges i tydeligt mærket emballage og måtte ikke blandes med smør. Psykologen Alfred Lehmann havde udarbejdet en farveskala med 84 nuancer af gul, og margarine skulle holde sig inden for de 9 svageste gule farver på Lehmanns skala for ikke at kunne blive forvekslet med smør.
Der blev indført margarinekontrollører som kontrollerede om margarine, som blev solgt, overholdt reglerne. Straffen for overtrædelse af reglerne var fængsel eller store bøder på op til 4.000 kr., svarende til omkring 360.000 kr. i nutidig værdi (2024). Flere personer kom i fængsel for at lave margarine der var for gul eller var blandet med smør eller sælge det som smør.